# Los Jaivas en vivo: Gira 1988
Los Jaivas en vivo: Gira 1988 es un álbum Los Jaivas después del fallecimiento de su miembro Gabriel Parra. 
Grabados por la Radio Tiempo, estos recitales corresponden a los últimos recitales realizados por su baterista, unos días antes de su muerte. Reflejan la fuerza de la banda a fines de los 80, época en la que seguían promocionando sus obras exitosas (Alturas de Machu Picchu, Aconcagua y Obras de Violeta Parra), además de introducir un par de canciones nuevas, provenientes de lo que se transformaría en su próxima producción discográfica, planeada para ese año. En la formación del grupo en estos conciertos alternan en el bajo Fernando Flores y Mario Mutis.
El disco es editado en agosto de 1988, homenajeando a Gabriel incluso a partir de su portada, con un buen éxito de ventas. El público chileno pensó que éste sería el último material discográfico disponible de Los Jaivas, luego de la partida de su baterista, después de que, en 1989 apareciera Si tú no estás, el sentido álbum con el que el grupo llora la muerte de Gabriel, comenzado con él y terminado por los demás integrantes en su ausencia, con la ayuda del sobrino de Gato Alquinta, Marcelo Muñoz, en batería.
El disco no ha sido reeditado en CD, por lo que es algo difícil de encontrar en la actualidad en formato físico; sin embargo, el álbum desde 2018 se puede escuchar por plataformas streaming de música.

## Canciones

### Lista de temas
- Letra y música de Los Jaivas, excepto donde se indica.

1. "Takirari del puerto" – 5:15
2. "Mira Niñita" – 6:13
3. "Arauco tiene una pena" (Violeta Parra) – 12:33
4. "Niña Serrana" (Raúl Pereira-Juan Luis Pereira) – 4:05
5. "Pájaro Errante" – 4:36
6. "Solo de Batería" – 1:44 (Extracto del tema "Corre que te pillo")
7. "Cholito Pantalón Blanco" (Luis Abanto Morales) – 6:05
8. "Sube a Nacer Conmigo Hermano" (Pablo Neruda, Los Jaivas) – 5:10
9. "Diablada final" – 1:48  *Interpretada por la banda Bandalismo, con coreografías en el escenario, funciona como final del espectáculo

## Músicos
- Gato Alquinta – Voz solista, guitarra eléctrica, guitarra acústica, bajo, flauta dulce, quena, zampoña, tarka, flauta runrunera y accesorios de percusión.
- Eduardo Parra – Piano eléctrico, piano, sintetizadores, pandereta, Bongó, maracas, cultrún y accesorios de percusión.
- Fernando Flores – Bajo eléctrico, guitarra acústica, charango, voces y accesorios de percusión.
- Mario Mutis – Bajo, guitarra eléctrica, voces, etc.
- Gabriel Parra – Batería, trutruca, charango, voces y percusión general.
- Claudio Parra – Piano, piano eléctrico, sintetizador, zampoña y accesorios de percusión.

- Datos: Q5979855